# Isidoro Válcarcel Medina
Isidoro Valcárcel Medina (Múrcia, 1937) é um artista plástico e conceptual espanhol.

## Biografia
Valcárcel Medina se mudou a Madrid com 19 anos, onde estudou arquitetura e belas artes, ainda que nunca tenha terminado os cursos.
Em 2007, recebe o Premio Nacional de Artes Plásticas de España. Em 2015 se estreia no Festival Punto de Vista de Pamplona o documentário No escribiré arte con mayúscula, dirigido por Miguel Álvarez-Fernández e Luis Deltell, dedicado à sua vida e obra.
Recebe o Premio Velázquez de Artes Plásticas em 2015.
Em 2019 estreia seu segundo trabalho cinematográfico, o curta-metragem Un Diálogo Circunstancial.

## Trajetória artística
O trabalho desenvolvido por Válcarcel Medina ao longo de mais de 40 anos é caracterizado por um grande rigor e coerência. Suas obras supõem uma atitude distante das perspectivas mais comerciais do setor artístico. Seu ponto de vista pode ser vislumbrado em umas das suas afirmações: ¨A arte é uma ação pessoal que pode valer como exemplo, mas nunca ter um valor exemplar¨. Dessa forma, para ele, a arte só tem sentido quando nos conscientiza de uma realidade pessoal, normalmente por meio próprio jogo artístico.
Válcarcel Medina começa a desenvolver seu trabalho por meio pinturas que podem ser enquadradas dentro da tendência do informalismo. Realizou uma exposição dessas obras em 1962 na Galeria Lorca de Madrid.
Mais tarde, desenvolve trabalhos que se inserem no marco da arte objetiva, construtivista e racional. Em 1967 é selecionado para o Primer Salón de Arte Construtivista. No ano seguinte, depois de uma estância em Nova Iorque, entra em contato com o minimalismo.
A seguir, começa a construir espaços através de performances, o que ele mesmo denomina como ¨pintura habitável¨. A partir de 1972, realiza intervenções principalmente em espaços urbanos.

## Obra
- Pinturas secuenciales (1962): obra em que explora os conceitos de tempo e espaço.
- Armarios (1964-1967): série de pinturas.
- Secuencias (1968): com tendência ao minimalismo, se trata de estruturas depositadas no solo que criam espaços. Realiza a exposição no Círculo Artístico de Sant Lluc, em Barcelona.
- Algunas maneras de hacer esto (1969): exposição na Casa del Siglo XV de Segóvia onde concebe um espaço.
- El libro transparente (1970): se trata de um livro
- A continuación (lugares, sonidos y palabras) é outro exemplo do que o autor definiu como ¨pintura habitável¨. A obra realizada na Galeria Seiquer de Madrid incorpora sons.
- Estructuras tubulares (1972) se enquadra dentro das obras realizadas durante os Encuentros de Pamplona.
- La celosía (1972): é um filme que transcreve literalmente o romance de Alain Robbe-Grillet.
- Conversaciones telefónicas: nessa obra, o artista chamava a desconhecidos para dar seu número de telefone. Segundo Válcarcel Medina, é um exemplo de arte de participação.
- Relojes (1973): série de fotografias que mostram ritmos, movimentos e espaços urbanos.
- Motores (1973): registros sonoros que descrevem ritmos, movimentos e espaços urbanos.[7]
- 12 exercícios de meditación sobre la ciudad de Córdoba (1974).
- Retratos callejeros (Madrid, 1975).
- El diccionario de la gente (São Paulo, 1976): o artista pedia aos habitantes de São Paulo[8] uma palavra, com a que construiu um dicionário.
- Asunción (1976): Várcarcel Medina perguntava às pessoas que encontrava se queriam acompanhá-lo para dar uma volta ao quarterão, conversando com ele.
- Obras de ¨Arquitectura prematura¨: são projetos que ¨necessitariam, para ser viáveis, outra época e outra mentalidade, ou seja, são prematuros¨.
  - Casa panóptica para el aparato de televisión.
  - Museo de la Ruina.
  - Cárcel del Pueblo.
  - La torre suicida.
  - La casa del paro.
  - Edificio para oficinas.
- I.V.M. Oficina de gestión (Madrid, 1994): é uma referência à ¨arte judicial¨.
- 2000 d. de J.C. (Madrid 1995-2000): uma reflexão sobre a medida do tempo.
- Ir y venir de Valcárcel Medina[9] (2002): exposição antológica em Barcelona, Múrcia e Granada. Em esta obra o artista deixou três grandes arquivadores móveis com os restos/relíquias das suas diferentes obras. Cada arquivador continha cerca de 18000 fichas com as quais o espectador podia manusear e interagir.
- MAD 03[10]: participou com ¨El arte del doblez público¨ que consistia de cartazes ao molde dos que oferecem serviços com números de telefone que se podem cortar.
- Topología hermenéutica, o bien hermenêutica topológica 10
- Exposición em el Museu de arte contemporâneo de Barcelona (MACBA, 2006)[11]: participou pintando durante nove dias um muro branco de branco com um pincel de número 8, normalmente usado em aquarelas.
- Um diálogo circunstancial[5]: curta-metragem experimental, co-dirigido com o cineasta Luis Deltell, sobre a montagem cinematográfica.